# Patrick Francis Moran
Patrick Francis Moran (16 de setembro de 1830 – 16 de agosto de 1911) foi um prelado da Igreja Católica e o terceiro arcebispo de Sydney e o primeiro cardeal nomeado da Austrália.

## Vida
Moran, sobre sua mãe com o arcebispo de Dublin e mais tarde cardeal Paul Cullen usado, estudou no Pontifício Colégio Irlandês em Roma teologia e recebido em 19 de março de 1853, em Roma, o sacramento de Ordens Sagradas . Depois disso, ele foi vice-reitor até 1856 e, em seguida, reitor no colégio irlandês. Em 1866 ele foi o Papa Pio IX. nomeou monsenhor . Moran retornou à Irlanda como Secretário do Cardeal Cullen e o acompanhou em 1869 ao Primeiro Concílio do Vaticano . No mesmo ano, ele também se tornou membro da Royal Irish Academy .
Em 22 de dezembro de 1871, nomeou-o Papa Pio IX. para o coadjutor de Ossory . A ordenação episcopal recebeu o Cardeal Cullen em 5 de março de 1872. Os co-consecrators foram o bispo de Kildare e Leighlin , James Walshe , eo bispo de Ferns , Thomas Furlong .
Com a morte de Edward Walsh em 11 de agosto de 1872, Moran o sucedeu como bispo de Ossory. Em 14 de março de 1884 nomeou-o Papa Leão XIII. ao arcebispo de Sydney.
Em 27 de julho de 1885, Leão XIII tomou. -lo como sacerdote cardeal com a igreja titular de Santa Susanna no Colégio dos Cardeais por diante. Em Sydney, ele promoveu a vida espiritual e religiosa, incluindo seminários e uma grande biblioteca. Ele também estava muito interessado nas outras dioceses católicas da Austrália e visitou muitas delas. Após a morte de Leão, em 1903, ele não pôde comparecer ao conclave devido à longa jornada e só chegou a Roma após a eleição de Pio X. Em 1905, ele foi capaz de anexar os anexos da Catedral de Santa Mariainaugurar. Oito anos depois, o cardeal Moran morreu aos 80 anos de um ataque cardíaco. Ele está enterrado na Catedral de Santa Maria.

## Posições
Moran suspeitava de outras denominações por causa de suas experiências com conflitos religiosos na Irlanda. Em 1901, ele se recusou a participar da inauguração da Commonwealth, porque ele preferia a Igreja Anglicana .

## Link Externo
- Biografie im Australian Dictionary of Biography

1. ↑  Miranda, Salvador. «Francis Patrick Moran». The Cardinals of the Holy Roman Church. Consultado em 26 April 2009 Verifique data em: |acessodata= (ajuda)